# 生田紗代
生田 紗代（いくた さよ、1981年8月13日 - ）は、日本の小説家。群馬県生まれ。明治学院大学法学部卒業。

## 経歴
2003年（平成15年）、大学4年のときに「オアシス」で第40回文藝賞を受賞する（同時受賞は、羽田圭介「黒冷水」、伏見憲明「魔女の息子」）。主に青春小説を発表している。純文学にとどまらず、大衆小説も発表するなど、活躍の場を広げている。

## 作品リスト

### 単行本
- 『オアシス』2003年、河出書房新社、2006年、河出文庫
  - 初出:『文藝』2003年冬号
- 『タイムカプセル』（2004年、河出書房新社）
  - 初出:『文藝』2004年夏号
- 『まぼろし』（2005年、新潮社）
  - 十八階ビジョン（『新潮』2004年12月号）
  - まぼろし（『新潮』2005年6月号）
- 『ぬかるみに注意』（2009年、講談社、ISBN 9784062152303）
  - ぬかるみに注意（『群像』2005年3月号）
  - カノジョの飴
  - 浮いたり沈んだり（『群像』2005年5月号）
  - 魔女の仕事（「彼女の見る夢」を改題、『群像』2006年9月号）
- 『たとえば、世界が無数にあるとして』（2007年11月、扶桑社、ISBN 9784594055370）
  - ハビタブル・ゾーン（『en-taxi』vol.14、2006年夏）
  - 靴の下の墓標（『en-taxi』vol.15、2006年秋）　
  - ホーさんのアザラシ（『en-taxi』vol.16、2007年冬）
  - さよならジョリス（『en-taxi』vol.18、2007年夏）
- 『それいゆ』（2010年3月、角川書店、ISBN 9784048740463）
  - 初出: 『小説 野性時代』2009年（以下同年）1号通巻62号・3号通巻64号・5号通巻66号・7号通巻68号・9号通巻70号

### 小説集収録作品
- 海のなかには夜『コイノカオリ』角田光代著ほか
  - 2004年12月、角川書店、ISBN 9784048735773
  - 2008年02月、角川文庫、ISBN 9784043726059
- 金魚の死後『文学2006』日本文藝家協会編（2006年4月、講談社、ISBN 9784062134071）
  - 初出:『すばる』2005年1月号

### 単行本未収録作品
- なすがままに（『すばる』2005年12月号）
- 雲をつくる（『すばる』2006年2月号）
- 浮かぶしるし（『すばる』2007年1月号）
- 私の娘（『en-taxi』vol.13、2006年春）

### エッセイ
- 複雑怪奇な少女の魂（『小説 野性時代』2008年10号通巻59号）